# Form feed
Le caractère form feed (FF ; en français, alimentation papier ou saut de page) est un caractère de contrôle du code ASCII qui indique un saut de page. Il force l'imprimante à éjecter la feuille en cours d'impression et à continuer l'impression sur une nouvelle feuille.
Il cause souvent un retour de chariot en même temps. Le caractère form feed est représenté dans le code ASCII par le code décimal 12 (0xC en hexadécimal, 014 en octal) et peut être représenté par la combinaison control+L ou ^L. Par exemple, control+L peut être utilisé pour effacer l'écran d'une console Unix comme bash. Dans le langage C (et ses dérivés) le caractère form feed est représenté par la séquence d'échappement '\f'. Le standard unicode fournit le caractère U+21A1 pour représenter visuellement un saut de page.
Le caractère form feed est rarement utilisé sur les imprimante modernes dans des environnements modernes comme Windows, Unix, Linux, ou Mac OS. Au lieu de cela, les saut de page sont générés par le programme d'impression via une API destinée à gérer cette fonction. Par exemple dans le framework .NET la propriété PrintPageEventArgs.HasMorePages est utilisée pour signaler qu'il faut insérer un saut de page.
Le caractère form feed est parfois utilisé dans des fichiers texte de code source comme un délimiteur de page ou un marqueur de sections de code. Certains éditeurs comme emacs et vi ont des commandes intégrées qui permettent de sauter d'un caractère form feed au suivant en utilisant les touches page précédente et page suivante. Cette convention est très utilisée en langage LISP et se rencontre parfois en C ou en Python.
Sur Usenet, le caractère form feed est utilisé par plusieurs lecteurs de flux comme un repère de section repliable et entraine que la section qui suit nécessitera une action du lecteur pour être dépliée et lue.